# Allerheiligen (Broschütz)
Die römisch-katholische Kirche Allerheiligen (polnisch Kościół parafialny pw. Wszystkich Świętych) ist die Pfarrkirche von Broschütz in Oberschlesien im Bistum Oppeln (Opole).

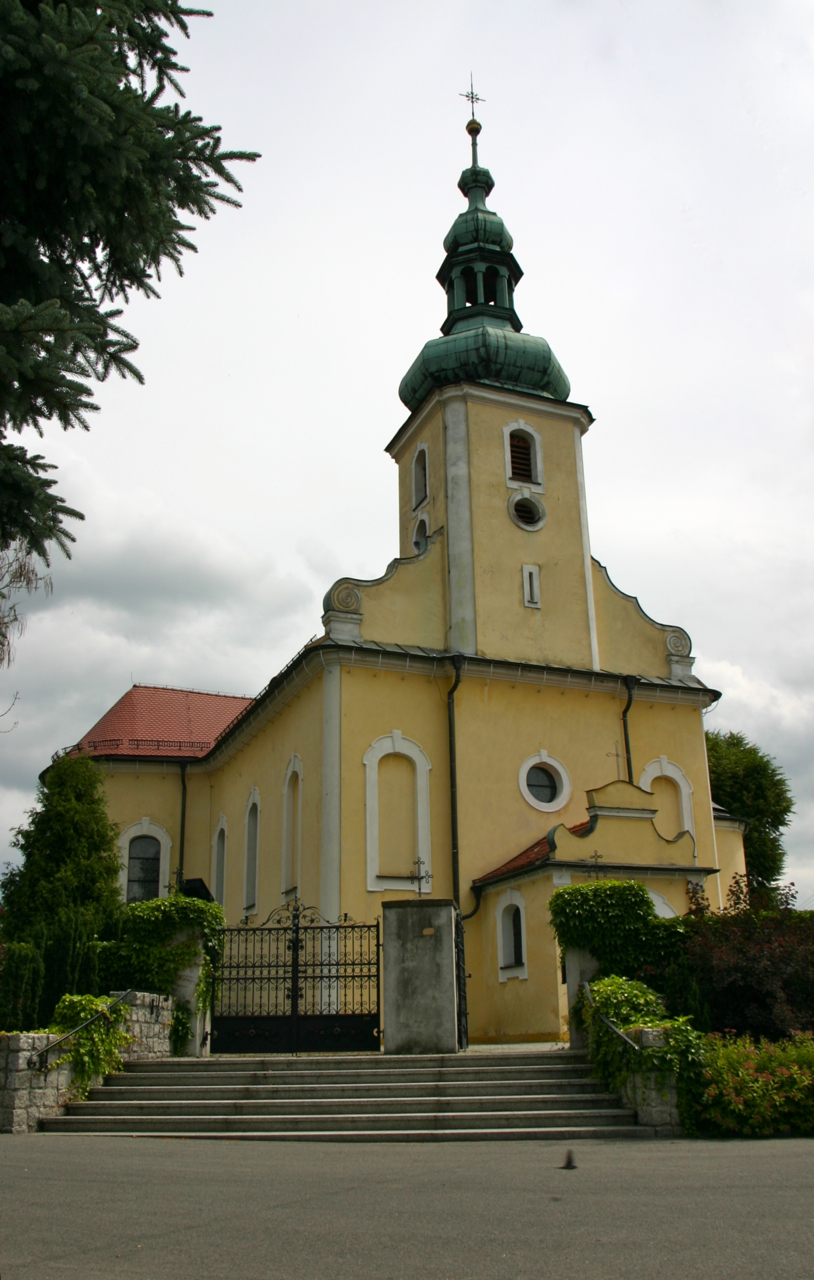
Allerheiligenkirche in Broschütz

## Geschichte
1290 wurde der Zehnt dem Norbertinerkloster in Czarnowanz übergeben. 1319 belegen Dokumente einen Schultheiß und einen Pfarrer, was auf die Gründung des Dorfes nach Magdeburger Recht und das Bestehen einer römisch-katholischen Pfarrei hinweist. Nach dem Dreißigjährigen Krieg konvertierten viele Bewohner von Broschütz zum Protestantismus.
Im 18. Jahrhundert war der Zustand der Holzkirche so schlecht, dass Einsturzgefahr bestand. Daher entschied sich Pfarrer Mathias Klose für den Bau einer neuen Kirche. Am 13. April 1774 begannen die Bauarbeiten unter Leitung von Baumeister Martin Ascher aus Oberglogau. Am 21. August 1775 wurde die Kirche geweiht.
Im Jahr 1926 wurde der Kirche eine Sakristei angebaut. Zur Pfarrei gehört auch eine Kapelle aus dem Jahr 1833, die im sogenannten „Dorfbarock“ erbaut ist.

## Bauwerk
Die Kirche steht auf rechteckigem Grundriss mit einem kurzen viereckigen Chor und der Sakristei. Auf beiden Seiten des Kirchenschiffs befinden sich halbrunde Kapellen, die ein Querschiff bilden. Unter der nördlichen Kapelle befindet sich eine Krypta. Der Turm im Westen ist in den Kirchenkörper integriert ist. In der Südwestecke befindet sich ein halbrunder Treppenturm. Die Innenausstattung ist einheitlich im Barockstil gehalten.

## Verweise
- Website der Pfarrei